# شرشره (بادغیس)
شرشره (به لاتین: Shorshoreh) یک منطقهٔ مسکونی در افغانستان است که در ولایت بادغیس واقع شده‌است.